# Keigo Shimizu
Keigo Shimizu (清水 啓吾?, Shimizu Keigo; Nagasaki, 2 luglio 1939) è un ex nuotatore giapponese.

## Carriera
Ha rappresentato la sua nazionale ai giochi olimpici di Roma del 1960 e, con i compagni di squadra Kōichi Hirakida, Yoshihiko Ōsaki e Kazuo Tomita ha vinto la medaglia di bronzo nella 4x100 misti.

## Palmarès
- Giochi Olimpici

Roma 1960: bronzo nei 4x100 misti